# 麗芙·烏曼
麗芙·约翰妮·烏曼（挪威语：Liv Johanne Ullmann，1938年12月16日—），挪威電影演員、作家與導演，曾經獲得金球獎，並入圍過2次奧斯卡最佳女主角獎。麗芙·烏曼曾經數次在瑞典導演英格瑪·伯格曼執導的電影中演出。

## 作品
- 1971年：《大移民》 （Utvandrarna）
  - 金球奖剧情类电影最佳女主角
  - 提名奧斯卡最佳女主角 （得獎者：萊莎·明奈利）
- 1973年：《婚姻場景》 （Scener ur ett äktenskap）
  - 提名英國電影學院獎最佳女主角
  - 提名金球奖剧情类电影最佳女主角
- 1973年：《40 Carats》
  - 提名金球獎最佳音樂及喜劇類電影女主角
- 1976年：《面對面》 （Ansikte mot ansikte）
  - 提名奧斯卡最佳女主角 （得獎者：費·唐娜薇）
  - 提名英國電影學院獎最佳女主角
  - 提名金球奖剧情类电影最佳女主角
- 1978年： 《秋光奏鳴曲》
  - 意大利电影金像奖最佳外国女演员
- 1989年：《The Rose Garden》
  - 提名金球奖剧情类电影最佳女主角

| 獎項                        | 獎項                            | 獎項                                |
| --------------------------- | ------------------------------- | ----------------------------------- |
| 前任： 珍·芳達 《柳巷芳草》 | 金球奖剧情类电影最佳女主角 1972 | 繼任： 瑪莎·曼森 《吧女生涯原是夢》 |

## 外部連結
- 利夫·乌尔曼在互联网电影资料库（IMDb）上的資料（英文）
- TCM电影资料库上利夫·乌尔曼的资料（英文）
- 互聯網百老匯資料庫（IBDB）上利夫·乌尔曼的資料（英文）

Template:奧斯卡榮譽獎